# Buddie Petit
Buddie Petit, (White Castle, 1890 – New Orleans, 1931. július 4.) amerikai kornettes. Születési évét különböző források 1887 és 1897 közöttre teszik. Születési dátumaként ő maga 1896. december 23-át adta meg egy első világháborús iraton.

## Pályafutása
Buddie Petit (vagy Buddy Petit) New Orleansban nagyra tartott kornettes volt.
Korai élete kissé talányos. Ha ha a későbbi dátum igaz, akkor nyilvánvalóan csodagyerek volt, akit New Orleans egyik legjobb kornettesének tartottak már tizenéves korában.
Az 1910-es évek elejére ő volt az egyik legjobb kürtös abban korai zenei stílusban, amelyet még nem is dzsessz néven ismertek. Freddie Keppard helyét vette át a The Eagle Bandben.
Buddy Petitet ivós, szórakoztató emberként ismerték, aki nagy virtuozitással és találékonysággal játszott a kornettet. Jelly Roll Morton és Bill Johnson 1917-ben rövid időre Los Angelesbe csábította, de kérték, hogy másképp öltözködjön és másképp viselkedjen. Kisvártatva visszatért New Orleansba. Karrierje hátralévő részét New Orleans környékén és a Pontchartrain-tótól északra fekvő városokban, például a louisianai Mandeville-ben töltötte.
Az Okeh Records felajánlott neki egy felvételi lehetőséget az 1925-ben, de Petit a felajánlottnál több pénzt kért. Soha nem vették fel. Olyan zenészek, mint Danny Barker és Louis Armstrong azt mondták, hogy nagy veszteség a dzsessztörténet számára, hogy nincsenek Petitnek felvételei.